# Paul Lardin de Musset
Paul-Anatole Lardin de Musset, né le 11 septembre 1848 à Angers et décédé le 28 mars 1908 à Saint-Étienne, était un haut fonctionnaire français et un préfet, à une époque charnière pour la société française, avec des débats animés en province sur le régime républicain (qui n'était pas encore entièrement accepté par tous les grands partis), le travail des femmes, les accidents du travail, les syndicats, le droit de grève, l’enseignement professionnel, la séparation de l'Église et de l'État, l'inventaire des biens des églises, l'antisémitisme (et l'affaire Dreyfus), etc..
Mais il était également le neveu d'Alfred de Musset, auteur qui n'était pas encore un classique et que l'on commençait à redécouvrir. Après la mort de sa mère, Paul Lardin de Musset était devenu l’héritier de ce poète, dont il représenta les droits jusqu’au moment où l’œuvre du poète tomba dans le domaine public. Il repose au cimetière du Père-Lachaise, dans le tombeau d'Hermine de Musset, sa mère, jouxtant le tombeau d'Alfred de Musset.

## Parcours préfectoral
Après des études en droit, Paul Lardin de Musset est amené à combattre pendant la guerre de 1870 et le gouvernement de Défense nationale. Il participe notamment à la défense de la capitale durant le siège de Paris. Il est ensuite avocat de 1871 à 1878. 1877 est une année décisive pour la troisième république, avec l'ouverture d'une crise le 16 mai 1877, qui se  poursuit tout au long de l'année 1877 et trouve son épilogue que le 13 décembre 1877, lorsque Mac Mahon reconnaît sa défaite et appelle Jules Dufaure pour former un ministère républicain et de centre gauche. L'équilibre institutionnel demeure incertain jusqu'en 1879, « année cruciale de l'enracinement du régime républicain ».
Par engagement politique, Paul Lardin de Musset rentre dans l'administration préfectorale le 1er novembre 1878 comme conseiller de préfecture de Maine-et-Loire, conseil dont il devient le vice-président en mai 1881. Il est ensuite nommé successivement sous-préfet d’Ancenis le 24 juillet 1883, secrétaire général d’Indre-et-Loire  le 19 décembre 1885, sous-préfet de Rambouillet le 26 août 1887 et sous-préfet du Havre le 12 février 1890.
Il se distingue particulièrement au Havre par son action en 1892 contre une épidémie de choléra, ce qui lui vaut d'être fait chevalier de la légion d’honneur. Début 1893, il intervient  avec succès pour faire cesser une grève des ouvriers de Lillebonne et concilier les partis, en obtenant des concessions pour les salariés. Il s'emploie également à renforcer la dynamique économique du territoire dont il a la charge, et s’investit ainsi pour le chantier naval du Havre. Le 25 avril 1893, une de ses filles est choisie comme marraine d’une canonnière haïtienne, Capois-la-Mort, lancée au Havre. Lors du banquet, le sous-préfet remercie chaleureusement le gouvernement haïtien pour ses commandes. Il côtoie au Havre un député brillant, républicain modéré, appelé à un grand avenir politique, Félix Faure, dont il gagne l'amitié.

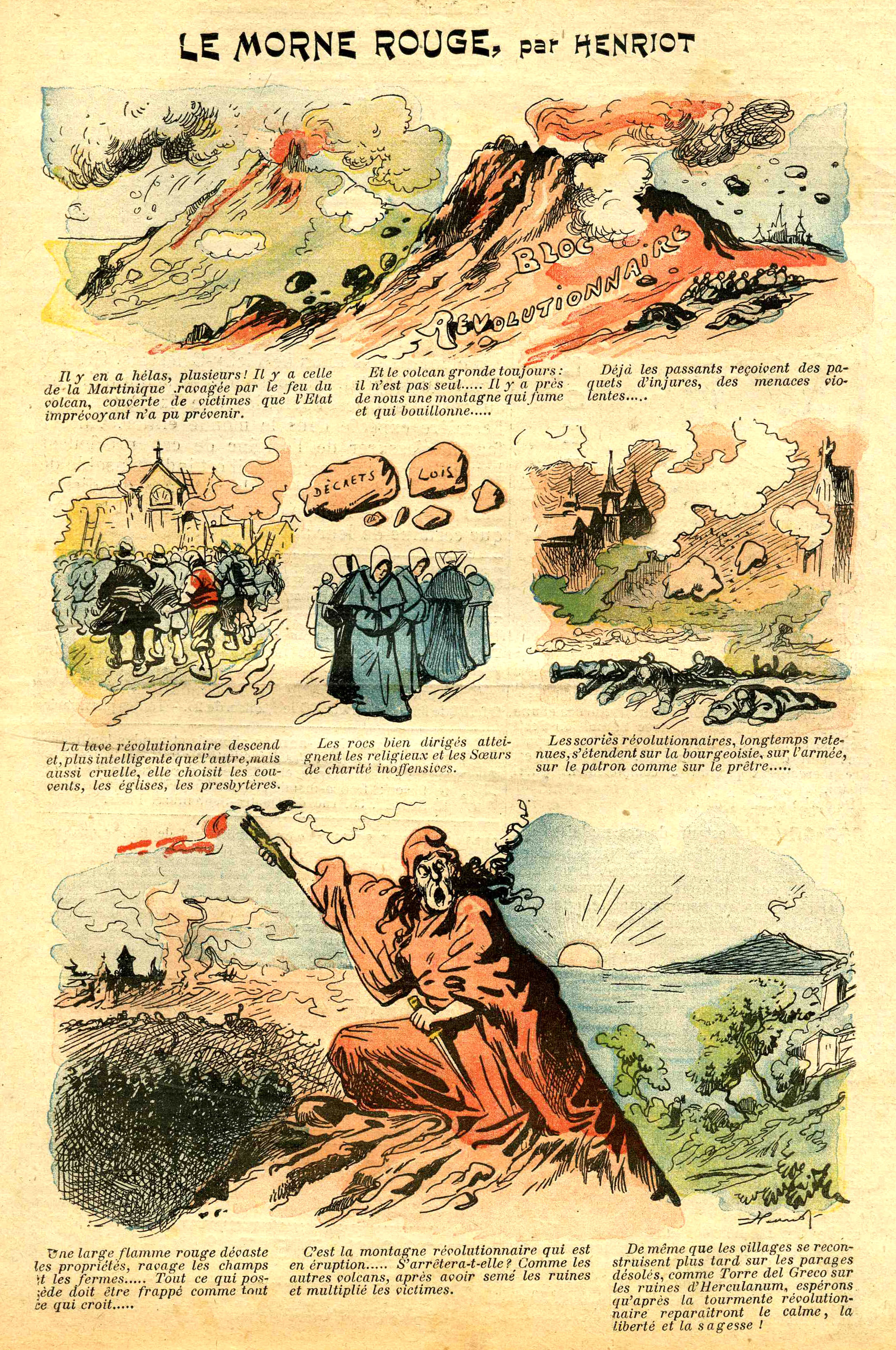
Le Bloc des gauches vu par l'hebdomadaire catholique Le Pèlerin en octobre 1902.

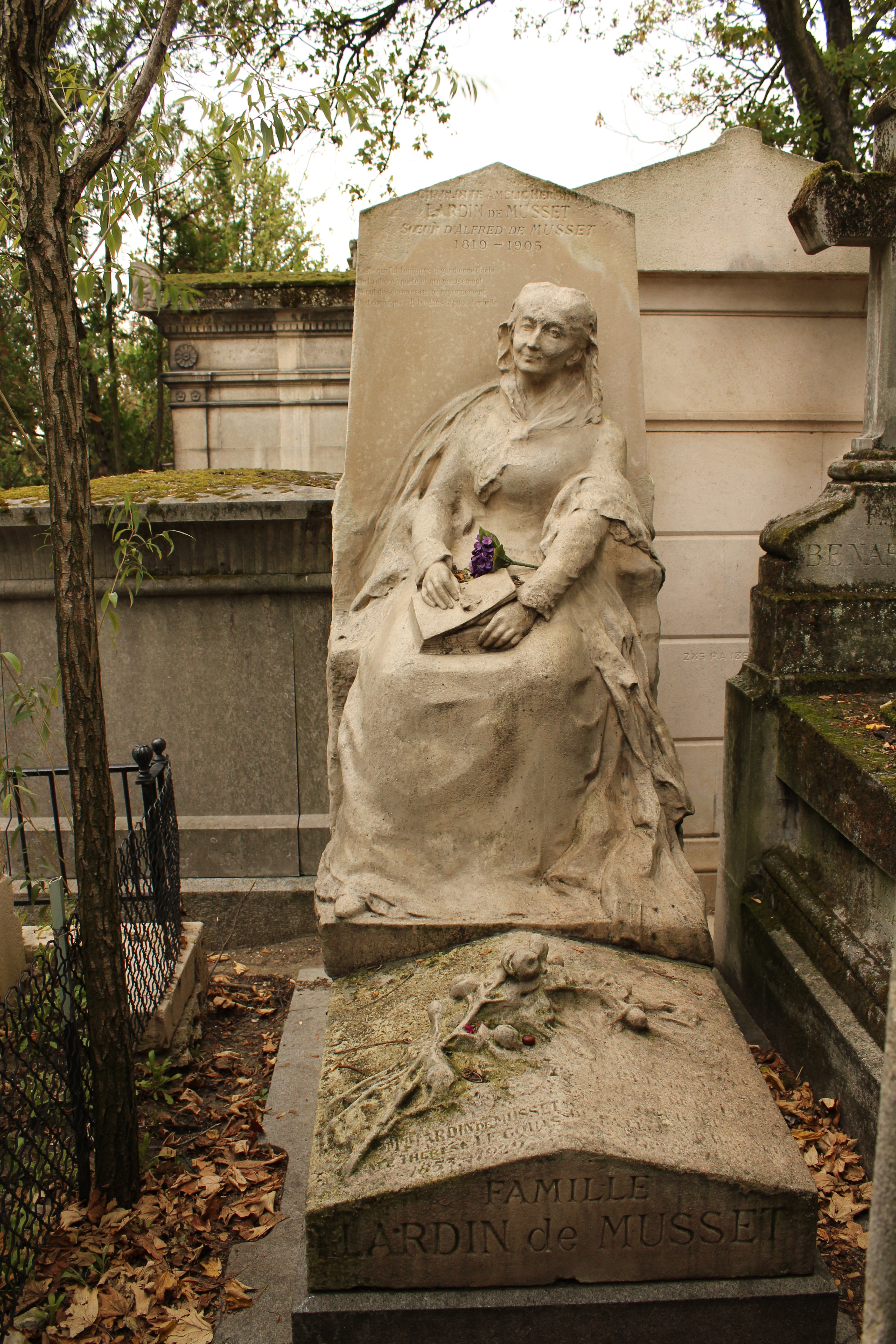
Tombeau de Charlotte Amélie Hermine de Musset et de Paul Lardin de Musset.

Le 26 juin 1893, Charles Dupuy fait de lui le préfet des Ardennes, département caractérisé par une activité agricole dominante au sud de son territoire, et une activité industrielle au nord, dans la vallée de la Meuse. Et une émergence des organisations syndicales au sein des entreprises textiles et métallurgiques. Le 24 février 1895, il participe aux obsèques d'une des figures du centre gauche républicain du département, Auguste Philippoteaux, avocat et député des Ardennes. Le préfet tient un des cordons du poêle, et prononce un éloge du défunt au nom du gouvernement. Le 25 août 1895; il inaugure le nouvel hôtel de ville de Nouzon, le précédent ayant été détruit durant la guerre de 1870. L'inauguration est marquée par des concours d'instructions militaires et de tir, mais aussi de gymnastique (discipline sportive émergente). Le préfet se montre particulièrement satisfait de l'accueil qui lui est fait dans cette cité ouvrière.
Le 21 octobre 1895, il fait l'objet à nouveau d'une mobilité et devient préfet de la Drôme. En août 1897, il accueille le président de la République Félix Faure, à Valence, juste avant un voyage de Félix Faure en Russie. Il lui fait bon accueil, aidé de la municipalité de la ville : inaugurations de monuments, et banquet municipal  de 400 couverts, etc.
Le 13 septembre 1897, Louis Barthou le désigne comme préfet du Gard, mais il reste peu de temps dans ce département, puisque moins d'un an plus tard, le 16 juillet 1898, Henri Brisson le nomme préfet d’Indre-et-Loire. De la presse de l'époque remonte deux faits significatifs du climat de cette fin de siècle, marquée par l'affaire Dreyfus, puis par l'opposition entre l'Église et les partisans d'une République laïque. La République semblant probablement moins menacée, les républicains se divisent et de nouvelles tendances apparaissent à gauche et à l'extrême-gauche : radicaux-socialistes, socialistes, anarchistes. En réaction à la division, le Bloc des gauches se constitue, réunissant le Parti radical-socialiste, l'Alliance républicaine démocratique, et les socialistes de Jean Jaurès. Fin novembre 1902, un spectacle antimilitariste à Tours provoque la réaction de militaires présents dans la salle, suivie de bagarres, certains spectateurs entonnant l'Internationale. Le préfet fait mener une enquête et transmet un rapport au ministère de La Défense. Quelques années plus tard, la séparation de l'Église et de l'État, et la querelle des inventaires, agitent davantage encore les populations. Ainsi, après des essais infructueux, Paul Lardin de Musset doit prendre en février 1906 un arrêté pour ordonner que l'inventaire de Saint-Martin-de-Tours soit fait même par la force. N'ayant pas été frappé d'opposition et déféré au Conseil d'État, cet arrêté est exécuté, les portes de l'église de cette commune sont enfoncées et les fonctionnaires procèdent à l'inventaire qui leur est demandé.
Le 30 juillet 1906, Georges Clemenceau fait de Paul Lardin de Musset le préfet de la Loire, une terre de gauche où les résultats du Bloc des gauches sont mitigés. Avant son départ, Les radicaux-socialistes de Tours décident d'organiser en son honneur un banquet. Paul Lardin de Musset s'installe dans le nouvel hôtel de la préfecture de Saint-Étienne, construit en 1902, et proclame dès son arrivée son attachement aux institutions de la République et aux indispensables réformes sociales. Un an et quelques mois plus tard, Aristide Briand, alors ministre de l'instruction publique (mais dont la participation au gouvernement fait débat dans les rangs socialistes et n'a pas été approuvée par Jean Jaurès), lui fait l'honneur d'une visite. De façon plus dramatique, il est confronté à un accident de travail aux Mines de Saint-Étienne, faisant 7 morts, en novembre 1907, et la Une de toute la presse,. Ces drames secouent l'opinion, même si depuis le 9 avril 1898, la loi sur l'indemnisation des accidents du travail a été instaurée. Paul Lardin de Musset montre également à plusieurs reprises son  intérêt pour le secteur mutualiste, en pleine émergence, se déclarant, à l'occasion de l'inauguration d'une Maison de la Mutualité, « vieux et fidèle mutualiste ».
Il décède le 28 mars 1908, à ce poste de préfet de la Loire, à Saint-Étienne, d'une suite d'une pneumonie contractée pendant les opérations du conseil de révision. Le 1er avril 1908, une inhumation du corps de M. Lardin de Musset a lieu au cimetière du Père-Lachaise. La dépouille mortelle de M. Lardin de Musset a été déposée dans  un caveau de  famille, où repose déjà sa mère, situé immédiatement derrière la tombe du poète Alfred de Musset.

## Paul Lardin de Musset et Alfred de Musset
Paul est le fils de Charlotte Amélie Hermine de Musset, sœur cadette d'Alfred de Musset. Hermine était de neuf ans plus jeune qu'Alfred, lui-même le troisième garçon d'une famille installée à Paris. Hermine éprouvait une grande affection pour son frère, cet enfant du siècle. Elle a vécu auprès de lui jusqu'à son mariage en 1846 avec Thimoléon Désiré Lardin, conseiller à la Cour d'Appel d'Angers (elle avait alors 27 ans). Elle gardait en mémoire de nombreux souvenirs qu'elle aimait à évoquer devant ses amis. Elle possédait également des papiers intéressants, dont de nombreux courriers intimes. Bien des années après la mort du poète, presque cinquante ans plus tard, elle commença à les communiquer à des écrivains contemporains, notamment à  Adolphe Brisson, et à Paul Mariéton. Elle était l'héritière d'Alfred de Musset et en particulier de ses droits d'auteur.
Paul Lardin de Musset n'avait que neuf ans quand mourut Alfred de Musset. Mais il gardait un souvenir admiratif de cet oncle un peu dandy qui venait volontiers à Angers chasser son spleen. À 19 ans, en 1867, Paul  sollicite le droit et obtient d'ajouter à son patronyme, Lardin, celui de Musset. Sa mère Charlotte Amélie Hermine décède en 1905 et il conduit le cortège au cimetière du Père-Lachaise, donnant à ces funérailles une importance qui n'avait pas pu être donnée à celles du poète. Dès lors, c'est lui, Paul Lardin de Musset, qui devient l’héritier du poète, dont il représente les droits jusqu’au moment où l’œuvre du poète tombe dans le domaine public, en 1907, la durée du droit d'auteur étant alors de 50 ans postmortem. Paul Lardin de Musset repose  dans le tombeau d'Hermine de Musset, sa mère, jouxtant le tombeau d'Alfred de Musset.

## Distinction et hommage
- Officier de la Légion d'honneur (1er aout 1901)[24]
- Officier de l'Instruction publique

Une rue d'Angers porte le nom de Lardin de Musset.

### Autres sources
- Ressources relatives à la vie publique :   - base Léonore
  - Personnel de l'administration préfectorale (1881-1926)
- Notices d'autorité :   - VIAF
  - ISNI
  - BnF (données)
- « Fiche sur geneanet.org », sur gw5.geneanet.org (consulté le 21 décembre 2012)
- « État de services sur la base Leonore des dossiers des titulaires de la Légion d'Honneur », sur culture.gouv.fr (consulté le 21 décembre 2012)